# Sándor Bárdosi
Sándor István Bárdosi (* 29. April 1977 in Budapest) ist ein ehemaliger ungarischer Ringer und derzeitiger Kickboxer. Er rang im griechisch-römischen Stil.
Bardosis Heimatverein ist der Vaci Formas SE Budapest. In Deutschland rang er für den ASV Bauknecht Schorndorf und den SV Germania Weingarten.
Bei den World Games 2009 gewann er die Goldmedaille im Sumo bis 85 kg. Bei der Dopingkontrolle wurde er aber positiv auf ein Diuretikum getestet und disqualifiziert. Zwei Jahre zuvor war er bereits Sumo-Amateur-Weltmeister im Leichtgewicht, als er den Titel bei den Sumo World Championships 2007 in Thailand gewann.
2009 nahm er bei der Sendung Sztárral szemben teil, die an der deutschen Sendung Schlag den Raab angelehnt war.

## Erfolge
- 2000, Silbermedaille, OS in Athen, GR, bis 85 kg, nach Siegen über Martin Lidberg, Schweden, Arek Olczak, Australien, Eddy Bartolozzi, Venezuela und Fritz Aanes, Norwegen und einer Niederlage gegen Hamza Yerlikaya, Türkei
- 2001, 8. Platz, EM in Istanbul, GR, bis 76 kg, Sieger: Alexei Mischin, Russland vor Ara Abrahamian, Schweden
- 2001, 5. Platz, WM in Patras, GR, bis 85 kg, nach Siegen über Shingo Matsumoto, Japan und Jerry van de Pol, Niederlande und einer Niederlage gegen Oleksandr Darahan, Ukraine
- 2002, 5. Platz, EM in Seinäjoki, GR, bis 84 kg, nach Siegen über Filip Soukup, Tschechien und Mélonin Noumonvi, Frankreich und einer Niederlage gegen Ara Abrahamian
- 2002, 16. Platz, WM in Moskau, GR, bis 84 kg, nach einer Niederlage gegen Muchran Wachtangadse, Georgien und einem Sieg über Dimitrios Avramis, Griechenland
- 2003, 13. Platz, EM in Belgrad, GR, bis 76 kg, nach einer Niederlage gegen Dalibor Busic, Serbien und Montenegro und einem Sieg über Yakov Manasherov, Israel
- 2004, 3. Platz, EM in Haparanda, GR, bis 84 kg, nach Siegen über Nenad Žugaj, Kroatien, Sergej Rutenko, Ukraine, Marcin Letki, Polen und Valdas Sidlauskas, Litauen und einer Niederlage gegen Nazmi Avluca, Türkei
- 2005, 5. Platz, EM in Warna, GR, bis 84 kg, nach Niederlagen gegen Alexei Mischin und Badri Chassaia, Georgien und einem Sieg über Oleksandr Darahan
- 2005, 3. Platz, WM in Budapest, GR, bis 84 kg, nach Siegen über Yakov Manasherov, Tarvi Thomberg, Estland, Dante Harebasvili, Griechenland und Jung-Sub Kim, Südkorea und einer Niederlage gegen Alim Selimow, Bulgarien
- 2006, 6. Platz, World Cup in Budapest, GR, bis 84 kg, Sieger: Jung-Sub Kim vor Alexei Mischin
- 2006, 8. Platz, EM in Moskau, GR, bis 84 kg, nach Siegen über Danilo Bosnic, Serbien-Montenegro und Niels Esbensen, Dänemark und Niederlagen gegen Dennis Forow, Armenien und Melonin Noumonvi
- 2006, 14. Platz, WM in Guangzhou, GR, bis 84 kg, nach einem Sieg über Fred de Vos, Niederlande und Niederlagen gegen Nazmi Avluca und Jake Clark, USA